# Andrijivskyjsluttningen

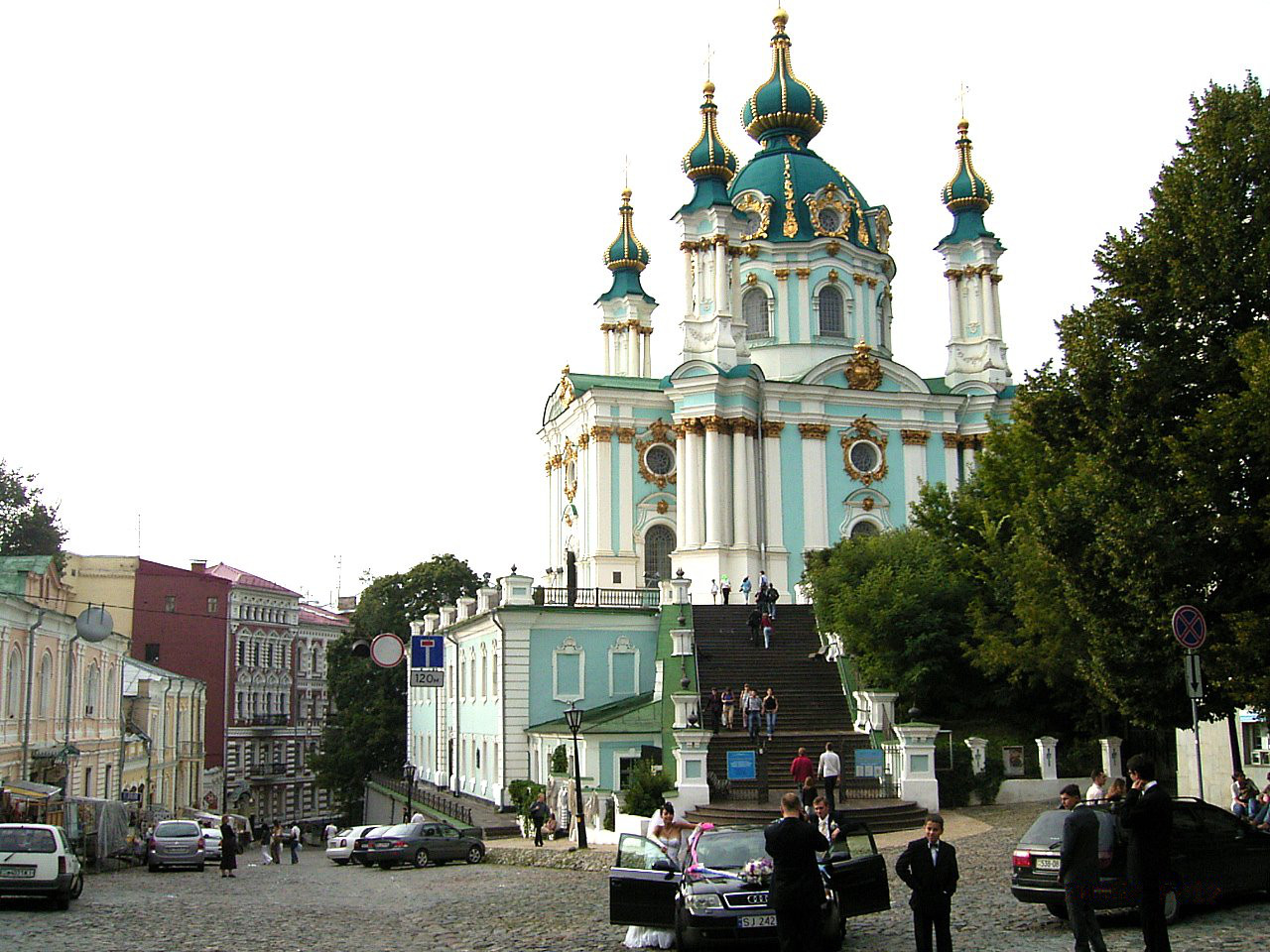
Början av Andrijivskyjsluttningen med Sankt Andreas kyrka till högre

Andrijivskyjsluttningen (ukrainska: Андріївський узвіз) är en känd gata i Kievs historiska del. Den kallas ofta för Kievs Montmartre. I sluttningens början ligger Sankt Andreas kyrka (ukrainska: Андрiївська церква) som gett gatan dess namn.